# اجتياز الصيف (رواية)
اجتياز الصيف (بالإنجليزية: Summer Crossing)‏ هي الرواية الأولى للمؤلف الأمريكي ترومان كابوتي. شرع كابوتي بكتابة هذه الرواية نحو عام 1943، وعمل عليها بصورة متقطعة لعدة سنوات قبل وضعها جانبًا. اعتُقد بضياع رواية اجتياز الصيف لمدة 50 عامًا، حتى اكتشافها في أوراق كابوتي ونشرها في عام 2005.
تحكي الرواية قصة فتاة فاسدة صغيرة السن، أدخلت نفسها في مداعبات رومانسية، وتزايدت خطورة هذه الرومانسية بعد عودة والديها، بعد أن تركاها وسافرا في أثناء الصيف.

## المفهوم والتناول النقدي
شرع كابوتي بكتابة اجتياز الصيف في عام 1943، عندما كان يعمل في النيويوركر. ألقى كابوتي المخطوطة جانبًا، بعد التنزه ليلًا في مونروفيل، وإلهام كتابة روايته الأولى من حيث النشر أصوات أخرى، غرف أخرى. أخبر كابوتي الناشر بانتهائه من ثلثي مسودة رواية اجتياز الصيف، أثناء قضائه عطلة في شمال أفريقيا في 30 أغسطس عام 1949. تحدث كابوتي عن إنهاء المخطوطة بحلول نهاية العام، وقطع على نفسه عهدًا بعدم العودة إلى الولايات المتحدة دون إنهاء الرواية، ولكنه لم يسلم للناشر إلا مسودة أولية. استمر كابوتي بإجراء تعديلات صغيرة على الرواية لمدة 10 سنوات. لم ينبهر بالمسودة مراجع كابوتي روبرت لينسكوت في راندوم هاوس. وصفها لينسكوت بأنها رواية جيدة، ولكنها لا ترقى للتعبير عن «الصوت الفني المميز» لكابوتي. لاحظ كابوتي أن الرواية «مكتوبة جيدًا وبأسلوب مميز» بعد قرائتها عدة مرات، ولكنها لم تعجبه فحسب. بدأت المخاوف تسيطر على كابوتي بأن الرواية «كانت رقيقة وذكية وخفيفة على الشعور». ادعى كابوتي في ما بعد أنه دمر المخطوطة الأولية، مع عدد من المذكرات النثرية الأخرى، في إطار نقد ذاتي قاسٍ.

## استعادة المخطوطة
استعادت حاضنة المنزل عددًا من الكتابات من نفايات المنزل في بروكلين هايتس، حيث عاش كابوتي نحو عام 1950، ومنها مخطوطة اجتياز الصيف. اكتشف ابن أخيه هذه الأوراق بعد وفاة حاضنة المنزل، وأرسلها إلى دار سوذبي للمزادات في عام 2004. فشل المزاد في بيع المخطوطات؛ بسبب ارتفاع السعر وعدم احتواء الأوراق المادية على إشارة حول حقوق النشر، إذ خُصصت لوقف ترومان كابوتي الأدبي. توصلت مكتبة نيويورك العامة لتسوية بشأن شراء الأوراق وحفظها في مجموعة ترومان كابوتي الدائمة. نُشرت اجتياز الصيف بعد استشارة محاميه في عام 2005. أُخذت الطبعة الأولى من مخطوطة كابوتي الأصلية، المتكونة من 4 مذكرات مدرسية و62 تعليقًا إضافيًا، وكلمة للمدير التنفيذي لأعمال كابوتي، آلان شوارتز.
نُشر مقتطف من القصة في 24 أكتوبر عام 2005، في عدد من مجلة النيويوركر.

## مختصر الحبكة
تدور أحداث الرواية في مدينة نيويورك في صيف عام 1945 الحار.
ترفض الفتاة غرادي ماكنيل في عمر 17 عامًا، ذات النشأة البروتستانتية من الطبقة العليا الأرستقراطية، مصاحبة أهلها في طقوسهم الصيفية المعتادة للسفر، في رحلة حددوا وجهتها لفرنسا تلك المرة. انغمست غرادي في علاقة رومانسية خفية في الصيف مع عامل موقف سيارات يهودي يدعى كلايد مانزر، وقد تعرَّفت عليه منذ عدة شهور. قضت غرادي الوقت مع كلايد، وقابلت بعض أصدقائه، وزارا حديقة حيوان سنترال بارك سويًا أثناء العودة. ذكر لها كلايد بار متسفا الخاص بأخيه، في طريقة لإعلامها بحقيقة يهوديته.
التهبت علاقة غرادي وكلايد الرومانسية مع اشتعال حرارة الصيف. تزوجت غرادي بكلايد في ريد بانك، نيوجيرسي. التقت غرادي بعائلة كلايد في بروكلين، كانت العائلة من الطبقة المتوسطة، وفي هذه اللحظة أدرك الزوجان الواقع القاسي، المتمثل في الانقسام الثقافي بين عائلتها وعائلته. أدركت غرادي في منزل شقيقتها أبل أنها حبلى منذ ستة أسابيع.
مرت غرادي بفرصتين لقضاء الوقت مع شاب وسيم صغير، يدعى بيتر بيل، من نفس مكانتها الاجتماعية ومتيم بإقامة علاقة رومانسية معها. واجهت غرادي شقيقتها أبل بعلاقتها مع كلايد. وفي نهاية مفاجئة، أسرعت غرادي بسيارة بويك، وعلى متنها بيتر وكلايد وصديق كلايد غامب، لتصطدم بجسر كوينزبورو، وتقتل الجميع.